# Si tacuisses, philosophus mansisses
Si tacuisses, philosophus mansisses  лат.(изговор: си такуисес, филозофус мансисес) Да си ћутао, остао би филозоф.

## Значење
Мудро је ћутати, таман толико да се не одаш да не знаш да мислиш! Човјек се познаје по говору. Чим си проговорио показао си да не знаш да мислиш.

## У српском језику
У српском језику се каже:
| „ | Човјек се по бесједи познаје. | ” |

.